# Zygina bicornis
Zygina bicornis är en insektsart som beskrevs av Irena Dworakowska 1981. Zygina bicornis ingår i släktet Zygina och familjen dvärgstritar. Inga underarter finns listade i Catalogue of Life.